# Теофил Еротик
Теофил Еротик (грчки: Θεόφιλος Ἐρωτικός) је био византијски војсковођа, стратег Србије и Кипра и вођа краткотрајне побуне против централне власти из 1042. године.

## Биографија
Око 1034. године Срби у Дукљи одбацили су византијску власт. Податке о устанку Стефана Војислава даје Јован Скилица. Грци су успели да угуше устанак и утамниче Стефана Војислава. Територије Зете и Стона којима је он управљао дате су на управу Еротику, који је понео титулу "стратега Србије". Стефан Војислав је, међутим, успео побећи из заточеништва у Цариграду и организовати други устанак 1037. или почетком следеће године. Он је успео да протера Теофила Еротика и да се уздигне за "кнеза Срба". Теофил је постављен за управника Кипра. Тамо је 1042. године, након смрти Михаила V, подигао побуну против централне власти користећи се метежом насталим приликом смене на престолу. Еротик је подстакао локално становништво на побуну. Разлог за подизање локалног становништва против грчке власти били су високи порези. Нови цар, Константин IX Мономах је послао флоту под командом Константина Хаге. Она је брзо успела да сузбије побуну. Теофил Еротик је ухапшен и одведен у Цариград. Приморан је да учествује у тријумфалној поворци. Проведен је преко Хиподрома обучен у женску одећу. Након овог понижења заплењена му је сва имовина, али је сам Еротик ослобођен.